# Ingolfiella britannica
Ingolfiella britannica är en kräftdjursart. Ingolfiella britannica ingår i släktet Ingolfiella och familjen Ingolfiellidae. Inga underarter finns listade i Catalogue of Life.